# Falsk identitet
Falsk identitet är en fransk (originaltitel Le Bureau des légendes) TV-serie som hade urpremiär 27 april 2015 och sändes på Sveriges Television från mars 2016. Seriens skapare tillika manusförfattare och en av regissörerna är Éric Rochant.

## Handling
TV-serien är ett spiondrama som speglar personer och händelseförlopp i en hemlig fransk underrättelsetjänst, samt hur de värvar, använder och fritar agenter som arbetar undercover på fjärran platser.

## Säsongernas sändningsstart i Sverige
- Säsong ett, mars 2016[2]
- Säsong två, hösten 2016
- Säsong tre, mars 2017[3]
- Säsong fyra, december 2018[4]
- Säsong fem, maj 2020[5]